# Brodingberg
Brodingberg è una frazione di 1 270 abitanti del comune austriaco di Eggersdorf bei Graz, nel distretto di Graz-Umgebung (Stiria). Già comune autonomo, il 1º gennaio 2015 è stato aggregato a Eggersdorf bei Graz assieme agli altri ex comuni di Hart-Purgstall e Höf-Präbach.